# 1524 w literaturze
Wydarzenia literackie w 1524 roku.

## Urodzili się
- 11 września – Pierre de Ronsard, francuski poeta (zm. 1585)
- Luís de Camões, portugalski poeta, autor Luzjad (przypuszczalnie)
- Girolamo Parabosco, włoski kompozytor i poeta (przypuszczalnie)

## Nowe teksty
- Żywot nabożny panny Eufraksyjej – anonimowy tekst prozą